# Estados Unidos nos Jogos Olímpicos de Verão de 1912

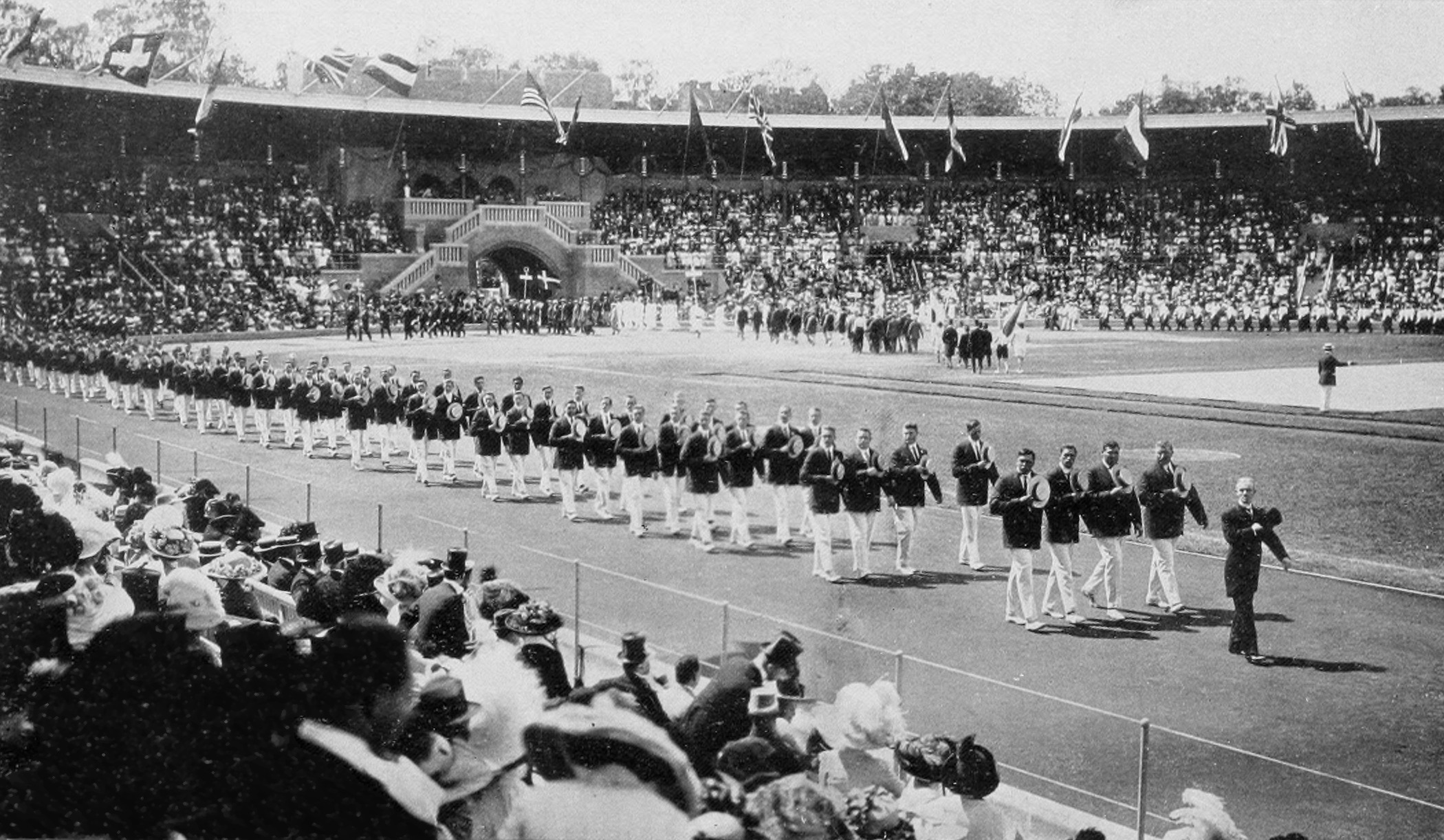
A delegação dos Estados Unidos na cerimônia de abertura.

Os Estados Unidos da América participaram dos Jogos Olímpicos de Verão de 1912 em Estocolmo, na Suécia. Ficaram na 1ª posição, com 25 medalhas de ouro.